# Сербсько-чорногорсько-турецька війна
Сербсько-чорногорсько-турецька війна — війна 1875—1878 років між князівствами Сербія та Чорногорія з одного боку та Османською імперією з другого. Слов'янські князівства вступили в конфлікт з метою надання підтримки сербам у Боснії та Герцеговині. Складалася з чотирьох війн:
- Боснійсько-герцеговинське повстання (1875-1877),
- Сербсько-турецька війна (1876-1877),
- Чорногорсько-турецька війна (1876-1878),
- Сербсько-турецька війна (1877-1878).

З 1877 фактично велася проти спільного супротивника рівнобіжно з російсько-турецькою війною (1877-1878).